# Златната река
„Златната река“ е български игрален филм от 1983 година на режисьора Иванка Гръбчева по сценарий на Георги Богданов. Оператор е Емил Вагенщайн. Музиката във филма е композирана от Митко Щерев. Художник е Валентина Младенова

## Актьорски състав
Роли във филма изпълняват актьорите:
- Михаил Михайлов – Вангел
- Петър Слабаков – Сладкият
- Никола Чиприянов – Иван Цистерната
- Стойне Павлин
- Иван Янчев – Петко Сабята
- Живко Гарванов – милиционерът
- Никола Тодев – Тодор, началника на пощата
- Мария Статулова
- Силвия Кацарова (като Силвер Нури)
- Джоко Росич – Марко
- Катя Иванова
- Игор Марковски – Кольо
- Петър Попов
- Груди Кадиев
- Пепа Николова – жената на Петолевката
- Цветана Енева
- Стефанос Гулямджис (като Стефан Голямджис)
- Надя Тодорова – кака Величка от ЦДГ
- Мая Динева
- Петър Петров – дядото на Кольо
- Невена Симеонова
- Иван Гайдарджиев – кръчмар
- Вера Дикова
- Николай Томов
- Любка Илиева
- Владимир Давчев (като Владо Давчев)
- Николай Клисуров
- Валентин Богданов
- Теодор Павлов
- Мария Кара
- Светомир Донев

В епизодите:
- Стефка Кацарска
- Иван Бързев
- Свобода Молерова
- Дора Кузманова
- Лиляна Енева
- Милка Попантонова – селянка от компанията до гарата
- Грета Ганчева
- Кирил Върбанов
- Димитър Иванов
- Георги Солунски
- Нешо Караджийски
- Йордан Андонов
- Данаил Ангелов
- Юрияна Траянова
- Антония Драгова
- Седефчо Тасев
- Иван Пеев

и други